# 19 Samodzielna Armia Obrony Powietrznej
19 Samodzielna Armia Obrony Powietrznej – związek operacyjny Sił Zbrojnych ZSRR.

## Zmiany organizacyjne
19 Samodzielna Armia Obrony Powietrznej rozformowana została 1 kwietnia 1993. Część sprzętu i uzbrojenia przekazano Gruzji.

 Na bazie pozostałych jednostek armii i jednostek stacjonujących wcześniej w Polsce sformowano 4 Armię Lotniczą i Obrony Powietrznej ze sztabem w Rostowie nad Donem. Skupiała ona (2010)  jednostki lotnicze oraz siły obrony powietrznej w granicach Północno-Kaukaskiego Okręgu Wojskowego. Posiadała (2010) 62 bombowce Su-24, 103 samoloty szturmowe Su-25, 30 myśliwców Su-27, 105 myśliwców MiG-29, 30 samolotów rozpoznawczych Su-24MR, 72 śmigłowce bojowe Mi-24, 10  desantowo-transportowych Mi-26, 4 śmigłowce Mi-6, 104 transportowe Mi-8, a kompleksy obrony powietrznej S-300P.

## Struktura organizacyjna
W latach 1991–1992
- dowództwo – Tbilisi
- 359 eskadra lotnictwa transportowego – Tbilisi
- 386 eskadra śmigłowców Mi-24 – Baku

korpusy i dywizje OP
- 14 Amurski Korpus Obrony Powietrznej – Tbilisi
- 51 Korpus Obrony Powietrznej – Rostów
- 96 Dywizja Obrony Powietrznej – Poti
- 10 Dywizja Obrony Powietrznej – Wołgograd
- 97 Lwowska Dywizja Obrony Powietrznej – Baku

lotnictwo myśliwskie OP
- 50 pułk lotnictwa myśliwskiego – Nososanaja
- 82 pułk lotnictwa myśliwskiego – Nososanaja
- 83 pułk lotnictwa myśliwskiego – Rostów
- 166 pułk lotnictwa myśliwskiego – Marneuli
- 171 pułk lotnictwa myśliwskiego – Gudauta
- 209 pułk lotnictwa myśliwskiego – Priwołżskij
- 393 pułk lotnictwa myśliwskiego – Astrachań
- 529 pułk lotnictwa myśliwskiego – Gudauta
- 562 pułk lotnictwa myśliwskiego – Krymsk

W 2010
- dowództwo – Rostów nad Donem
- 51 Korpus Obrony Powietrznej
- 1 Mieszana Dywizja Lotnictwa